# 1er régiment de chars de l'infanterie de marine
Pour les articles homonymes, voir 1er régiment.
« 185e brigade de chars », « 185e régiment indépendant de chars » et « 194e régiment de chars et d'automoteurs » redirigent ici. Pour les unités homonymes, voir 185e brigade, 185e régiment et 194e régiment.
Ne doit pas être confondu avec Régiment d'infanterie chars de marine ou 1er régiment blindé d'infanterie de marine.
Le 1er régiment de chars de l'infanterie de marine (en russe : 1-й танковый полк морской пехоты, numéro d'unité militaire 90625) est une unité blindée soviétique de la fin de la Seconde Guerre mondiale. Créée en 1942 sous le nom de 185e brigade de chars (185-я танковая бригада), l'unité combat avec le front de Volkhov. Devenue en 1943 le 185e régiment indépendant de chars (185-й отдельный танковый полк), l'unité est renommée 1er régiment de chars de l'infanterie de marine en décembre 1944 et subordonnée à la 1re division d'infanterie de marine, en garnison à la base navale de Porkkala. En 1948, le régiment est transformé en 194e régiment de chars et d'automoteurs (194-й танкосамоходный полк) tandis que sa division devient la 1re division de mitrailleuses et d'artillerie (ru) de la flotte de la Baltique. Il est dissous en 1956.

## Historique

### Formation de la185ebrigade de chars (15 février 1942-24 mai 1942) et premières opérations
La 185e brigade de chars est formée par ordre du 15 février 1942 au centre d'instruction autoblindé de Moscou. Sa formation se termine le 24 mai. À partir de cette date, la brigade est rattachée à la 4e armée du front de Volkhov. Elle compte à cette époque trente chars moyens T-34 et vingt chars légers T-60.
Fin décembre 1942, elle passe à la 2e armée de choc, avec dix-neuf chars T-34, quatorze T-60 et six chars légers T-70. La brigade participe à l'opération Iskra en deuxième échelon de la 2e armée de choc. Passée à la fin de ce mois en réserve du front, elle est affectée en mars à la 8e armée. Le 19 mars, la brigade est placée en seconde ligne de l'assaut de la 8e armée vers Mga lors de l'opération Poliarnaïa Zvezda, assaut stoppé dès le 3 avril,.

### Transformation en185erégiment indépendant de chars (30 juin 1943)
Le 30 juin 1943, la brigade est transformée en 185e régiment indépendant de chars (numéro d'unité militaire 77798), unité destinée spécifiquement à l'appui de l'infanterie et dotée d'une vingtaine de chars moyens T-34. Le régiment en septembre participe à la offensive de Mga avec la 8e armée.

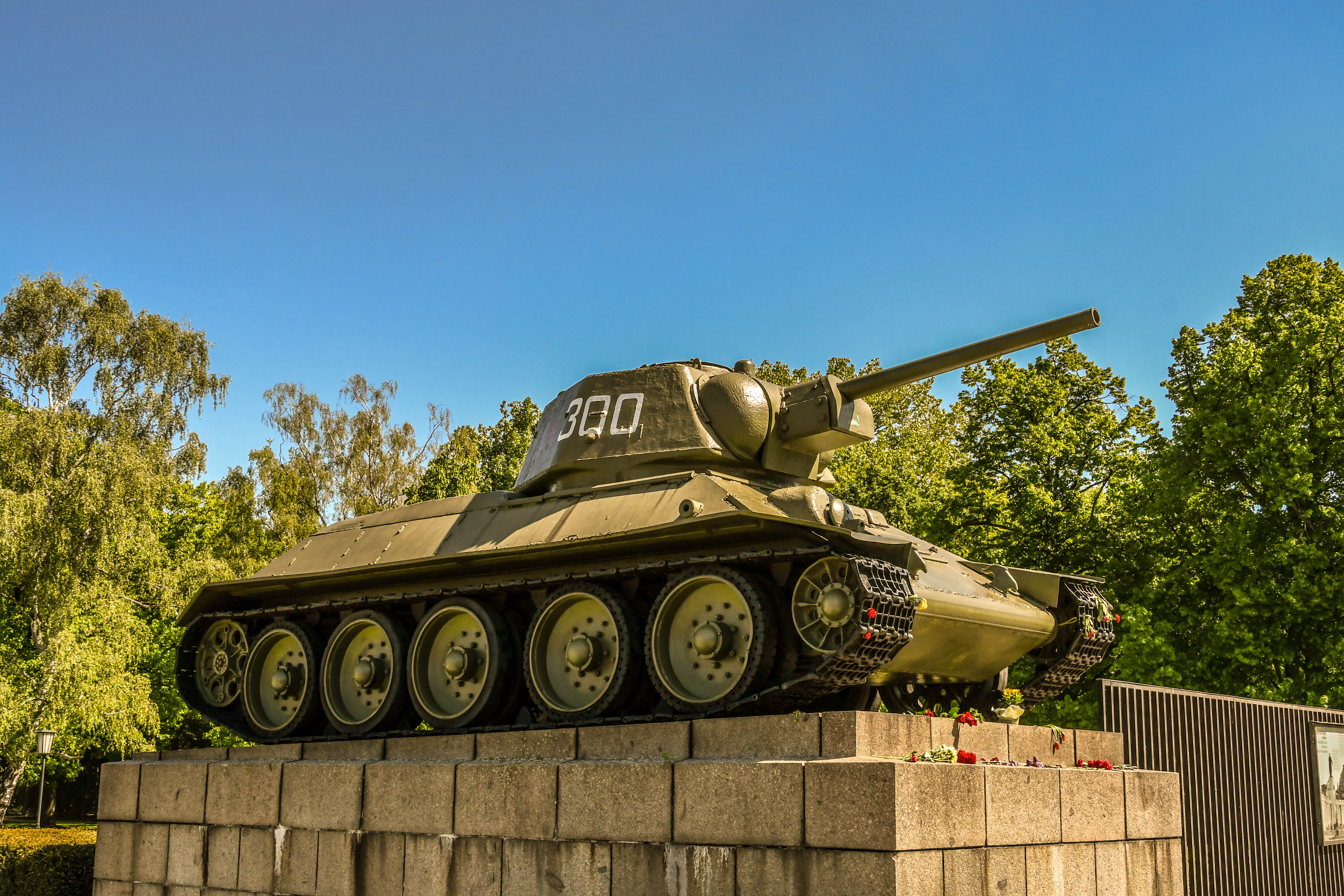
Char T-34 modèle 1943, semblable à ceux équipant le en 1944.

En février 1944, le régiment passe au sein de la 59e armée du front de Léningrad puis dans la réserve de ce front à partir de fin avril. Début juin 1944, peu avant le déclenchement de l'offensive de Vyborg, le régiment compte dix-sept chars T-34 modèle 1943 opérationnels sur vingt-et-un prévus. Le 14 juin, le régiment soutient la 72e division de fusiliers (ru) de la 21e armée qui attaque Kuuterselkä. Le soir, le bataillon de canons automoteurs de la division blindée finlandaise lance une contre-attaque avec une compagnie de StuG IIIG. Surpris par l'arrivée de blindés, cinq T-34 soviétiques sont détruits puis le reste du régiment continue de combattre les Finlandais jusqu'à l'aube du lendemain. Après deux jours de combat, le régiment ne compte plus que deux T-34 opérationnels, tandis que les Finlandais déplorent cinq StuG détruits et trois endommagés (y compris par d'autres unités soviétiques).
Le 185e régiment passe ensuite sous le commandement direct du front de Léningrad, puis en juillet sous celui de la 2e armée de choc et le mois suivant rejoint brièvement la 8e armée afin de revenir en réserve du front de Léningrad. Le 22 octobre, le régiment reçoit l'ordre de Koutouzov, 3e classe, en récompense de sa participation à l'offensive de Tartu (août-septembre 1944).

### Déploiement à Porkkala et renommage (1944)
Fin novembre 1944, le régiment est déployé avec la 1re division d'infanterie de marine dans la base de Porkkala, établie sur le territoire finlandais en vertu de l'armistice de Moscou (signé en septembre). Le 1er décembre 1944, il est renommé 1er régiment de chars d'infanterie de marine (nouveau numéro d'unité militaire : 90625),.

### Dissolution (1956)
En avril 1948, il prend le nom de 194e régiment de chars et d'automoteurs. Il est dissous en 1956 en même temps que sa division.